# MF Stena Ebba
Stena  Ebba − jeden z największych promów pasażersko-samochodowych klasy E-Flexer  szwedzkiego armatora Stena Line obsługuje linię żeglugową  łącząc porty Karlskrona–Gdynia.

## Historia
Szwedzki armator Stena Line z powodu rosnącego zapotrzebowania transportu pasażerów i towarów pomiędzy Polską a Szwecją  złożył zamówienie w chińskiej Merchants Jinling Shipyard na nowe statki typu ro-pax z serii E-Flexer (extended). Wprowadzenie do żeglugi na Bałtyku większych promów wymagało zbudowania  w porcie morskim w Gdyni nowego terminalu promowego  z uwzględnieniem przyjęcia dużych promów typu  klasy E-Flexer (extended) o długości 240m.
Pierwszy prom klasy E-Flexer (extended)  „Stena Estelle” zbudowany w chińskiej stoczni  rozpoczął żeglugę z pasażerami 4 września 2022 na linii Gdynia-Karlskrona, pod koniec tego samego roku zbudowano w tej samej stoczni drugi bliźniaczy prom MF Stena Edda który został zwodowany i przypłynął do Gdańska w listopadzie tego samego roku. Statek „Stena Ebba”  w Gdańskiej Stoczni Remontowej został wyposażony w oznakowanie układu komunikacyjnego oraz informacyjnego dla pasażerów oraz załogi zgodnie ze standardami obowiązującymi na promach armatora Stena Line. Ponadto zainstalowano dodatkowy układ wentylacji silników głównych oraz dodatkowe osłony wałów, zmodyfikowano wentylację w kilku pomieszczeniach i wykonano prace konserwacyjno-malarskie (26 września 2022 r ). Po wyposażeniu w Gdańskiej stoczni statek wyruszył w pierwszy rejs z pasażerami 2 stycznia 2023 na linii Gdynia-Karlskrona). 
Uroczystość nadania nazwy statku „Stena Ebba” i chrzest odbyły się 11 stycznia 2023 w Karlskronie, matką chrzestną była  Ulrica Messing, wojewoda regionu Blekinge w Szwecji.  Po wprowadzeniu nowych promów Stena Estelle oraz Stena Ebba na linię Gdynia-Karlskrona dotychczasowo kursujące promy MF Stena Vision i MF Stena Nordica zostały skierowane na inne linie żeglugowe, na linii pozostał  dotychczas kursujący prom MF Stena Spirit.

## Opis
Budowane statki Ro-Pax standardzie E-Flexers posiadały długość 214,5m, jednak Stena Line zamówiła promy „Stena Ebba” oraz  „Stena Estelle” w chińskiej stoczni Merchants Jinling Shipyard w standardzie E-Flexers (extended) o zwiększonej długości do 240 m. Wraz ze zwiększeniem długości statku wzrosła także przestrzeń ładunkowa która wynosi 3600 m (zwiększona o 500m). Stena Ebba posiada na rufie dwupoziomową rampę ładunkową oraz w przedniej części statku na dziobie statku, nie posiada otwieranego dziobu jak w niektórych promach. Prom  zabiera na  10 pokładach: 1200 pasażerów w 263 kabinach oraz 200 samochodów, załoga statku liczy 75 osób. Wnętrze promu zostało wykończone w stylu skandynawskim, z panoramicznymi oknami. Na promie znajdują się: dwie restauracje, kasyno, bar, 2 sale kinowe, plac zabaw dla dzieci. 
Opływowy kształt kadłuba, system sterowania, silniki napędowe statku zapewniają zmniejszone zużycie paliwa, w przyszłości statek ma możliwość przystosowania zasilania silników napędowych paliwem gazowym (metanol, LNG). Zespół napędowy pozwala na sterowanie obrotami silników napędowych oraz regulację  skoku śruby co wpływa na efektywne i ekonomiczne wykorzystanie silników i mniejsze zużycie paliwa. Manewry w portach zapewniają dziobowe stery strumieniowe o napędzie elektrycznym. Podczas zawinięć do portów statek może korzystać z zasilania energią elektryczną z sieci energetycznej z lądu, nie musi korzystać z pokładowych generatorów elektrycznych.